# Adolf Präg

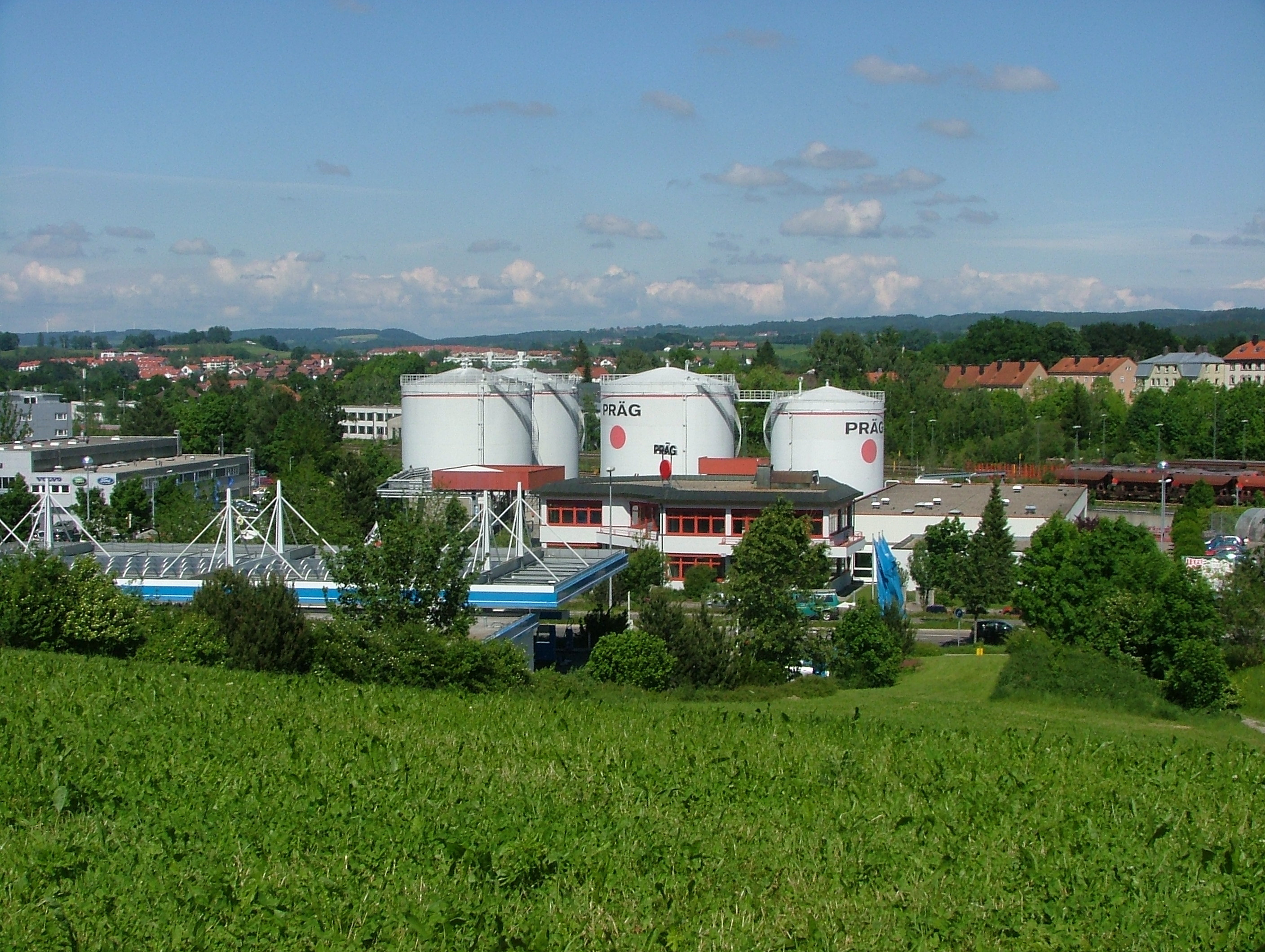
Firmengelände in Kempten

Die Adolf Präg Verwaltungs-GmbH (Eigenschreibweise: adolf präg verwaltungs-gmbh) ist die Konzernobergesellschaft der Adolf Präg-Gruppe, eines Groß- und Einzelhändlers von Mineralöl mit Sitz in Kempten (Allgäu). 
Neben diesem Kerngeschäft vertreibt Präg auch weitere Brennstoffe (Holzpellets, Biodiesel), Strom, Erdgas, Pellets, E-Ladelösungen und PV-Anlagen. Weiterhin ist Präg auf den Sektoren branchennahe Immobilien und Unternehmensbeteiligungen aktiv. Präg betreibt drei eigene Großtanklager an den Standorten Kempten, Augsburg und Heidenau bei Dresden, die auch von Fremdfirmen genutzt werden, sowie rund 120 Tankstellen (mit Shops, Waschanlagen sowie teilweise Servicehallen) in Bayern, Baden-Württemberg, Rheinland-Pfalz und Sachsen. Weitere Vertriebsbüros gibt es in Schkeuditz (bei Leipzig) und Weimar. Über 80 dieser Tankstellen laufen unter der Marke Aral, rund 30 unter der Eigenmarke Pinoil bzw. PIN. Rund 50 Tankstellen sind mit LPG-Zapfstellen (Flüssiggas) ausgestattet. Im Endkundenbereich werden rund 40.000 Abnehmer mit Heizöl und Dieselkraftstoffen beliefert. 

## Geschichte
Das Unternehmen wurde am 5. Dezember 1904 von dem Großhandelskaufmann Adolf Präg, einem gebürtigen Ulmer, in Augsburg als Warenagentur für Leuchtpetroleum und Spezialschmierstoffe (Zylinderöle, Maschinenöle und Vaselineöle) gegründet. Kunden waren vor allem die damals noch bedeutende Augsburger Textilindustrie sowie die aufstrebende Maschinenbauindustrie. 1916 wurde in Kempten eine Niederlassung eröffnet, geleitet von Prägs späterer Ehefrau Anna Meisle aus Augsburg (geschäftsführende Gesellschafterin von 1946 bis 1977, ab 1958 Komplementärin). Die aus der ersten Ehe stammenden Söhne von Präg arbeiteten seit Anfang der 1930er Jahre im Unternehmen mit, schieden 1936 aber aus dem Unternehmen aus. Bis 1928 wurde das Unternehmen von der Rhenania-Ossag Mineralölwerke AG (seit 1947 firmierend als Deutsche Shell AG, seit Ende 2003 als Shell Deutschland Oil GmbH) beliefert. Dann wurde das Unternehmen Präg Mitglied in dem 1927 gegründeten UNITI e.V. (Vereinigung deutscher unabhängiger Betriebsstoff- und Mineralölimporteure, später Vereinigung deutscher Betriebsstoffgroßhändler, dann Vereinigung deutscher Kraftstoffgroßhändler, heute Bundesverband Mittelständischer Mineralölunternehmen).
Im Zweiten Weltkrieg stagnierte die Unternehmensentwicklung aufgrund der Zwangsbewirtschaftung aller deutschen Mineralölunternehmen in der Arbeitsgemeinschaft Mineralölverteilung (AMV), verwaltet durch die Zentralbüro für Mineralöl GmbH. Dem Bevollmächtigten des Zentralbüros für Bayerisch-Schwaben, Josef Deisenhofer, der bei Raab Karcher in München gelernt hatte und in den 1930er Jahren das Netz von Aral-Tankstellen in der Region aufgebaut hatte, bot Adolf Präg eine Beteiligung an seinem Unternehmen an, was dieser zunächst ablehnte. Nach dem Tod Adolf Prägs 1946 leitete zunächst Prägs Witwe Anna das Unternehmen. 1947 trat Josef Deisenhofers Bruder Johann, 1948 dann auch Josef Deisenhofer, als Komplementär in das Unternehmen ein.
Obwohl die Zwangsbewirtschaftung von Mineralölprodukten erst Mitte 1951 aufgehoben wurde, konnte Josef Deisenhofer schon 1948 erste Lieferkontakte zur Deutschen Erdöl AG (DEA) aufbauen und 1950 die Kooperation als Markenhändler der DEA vertraglich besiegeln. 1948 wurde neben den bestehenden Tanklagern in Kempten und Augsburg ein neues in Krumbach eröffnet. Josef Deisenhofer überzeugte die DEA davon, ein konzerneigenes Netz von Tankstellen in Deutschland aufzubauen. 1951 nahm Präg die erste DEA-Tankstelle Deutschlands im Allgäu in Betrieb. Ende der 1950er Jahre betrieb Präg bereits 120 DEA-Tankstellen.
Zeitgleich wurde Heizöl in das Produktspektrum aufgenommen. Aufgrund des Erfolges wurden die Tanklager in Kempten, Krumbach und Augsburg vergrößert und eigene Tanklastwagen angeschafft. Präg wurde bald Marktführer im Allgäu. Mitte der 1950er Jahre wurde der Firmensitz von Augsburg nach Kempten verlegt, nachdem dort schon seit Ende der 1930er Jahre die Verwaltung angesiedelt war. 1956/57 schied Johann Deisenhofer als Komplementär aus. 1958 trat der ehemalige Präg-Lehrling Johann Keslar als neuer Mitgesellschafter ein, kurz danach wurde auch Brigitte Keslar Mitgesellschafterin. 1960 trat der Sohn von Josef Deisenhofer und heutige Geschäftsführer, Gerd Deisenhofer, als damals 19-jähriger kaufmännischer Angestellter in das Unternehmen ein, nachdem er zuvor bereits bei der DEA in Hamburg/Heide und deren Bohrunternehmen erste Branchenerfahrungen gesammelt hatte.
1966 kaufte die US-amerikanische Ölgesellschaft Texaco den Präg-Vertragslieferanten DEA auf. Präg belieferte inzwischen bereits 150 Tankstellen in Bayerisch-Schwaben. 1968 baute Präg in Kempten sein erstes modernes Tanklager für Benzin, Heizöl und ein Hochregallager für über 250.000 Liter Schmierstoffe.
1972 eröffnete Präg die erste Selbstbedienungs-Tankstelle Europas unter der neuen Lieferantenmarke Texaco in Lagerlechfeld bei Augsburg. Weil durch diesen Schritt der Umsatz um ein Vielfaches stieg, expandierte Präg rasant und wurde innerhalb kürzester Zeit umsatzstärkster deutscher Texaco-Händler. Gerd Deisenhofer, der nun ebenfalls Komplementär wurde, erwarb trotz der damals hohen Investitionsbelastung als neuen Geschäftszweig 1972 das Endkundengeschäft der Augsburger Firma Stemmer & Biber.
1977 betrieb Präg 146 Tankstellen und erzielte mit 20.000 Kunden einen Umsatz von 140 Millionen DM, ein neues Tanklager und die Verwaltung wurde in Krumbach errichtet. Im selben Jahr starb Anna Präg und bestimmte in einem geschäftlichen Vermächtnis den Gesellschafter Hans Keslar ab 1978 zum neuen Komplementär, der jedoch bereits im Jahr darauf wieder ausschied. Gesellschafter waren seither Josef Deisenhofer, Gerd Deisenhofer und die Familie Rudolf und Brigitte Keslar. 1980 stieg der Umsatz auf 180 Millionen DM, Präg führte 100 Tankstellen, 55 davon nach SB-Konzept. Eine eigene Softwarefirma, die AM-Data GmbH wurde 1980 gegründet.
1983 erfolgte die Umwandlung der Rechtsform der Präg-Muttergesellschaft in eine GmbH & Co. KG, Josef und Gerd Deisenhofer wurden alleinige geschäftsführende Gesellschafter. 1984 zog das Unternehmen in einen 13 Mio. DM teuren Neubau an anderer Stelle der Stadt, das bisherige Hauptgelände war 1981/82 an die Stadt Kempten verkauft worden (heute steht dort das Berufsschulzentrum). Dazu kam außerdem ein Gartencenter für 1,6 Mio. DM. 1985 bis 1987 baute Präg in Augsburg ein weiteres Großtanklager für 9 Mio. DM.
1988 starb Josef Deisenhofer. Im gleichen Jahr wurde der Präg-Lieferant Deutsche Texaco durch die RWE AG übernommen (RWE Dea AG), der Markenname Texaco verschwand, die Tankstellen traten von nun an als DEA auf. Nach der Wiedervereinigung Deutschlands wurde das Geschäft auf einige der neuen Bundesländer ausgedehnt, wofür in Leipzig die Präg Mineralölhandelsgesellschaft (MÖH) und in Taucha die Tankstellen-, Bau- und Betriebs GmbH (TBB) gegründet wurden. 1992 eröffnete Präg die erste ostdeutsche DEA-Tankstelle in Brandis bei Leipzig. Ab dem Jahr 2001 betrieben MÖH und TBB zusammen 17 Tankstellen und zwei Beteiligungen an Autobahntankstellen (Auerswalde und Buckautal). Im Endverbraucher- und Schmierstoffgeschäft wurden bereits 100.000 m³ abgesetzt. 1993 wurde die Elaskon Dresden GmbH, ein Hersteller von Schmierstoffen für Seile, mit Produktionsanlagen in Dresden-Reick und Heidenau übernommen. 1996 erfolgte durch die Gründung eines Joint-Venture mit der DEA unter der Firmierung DEA Elaskon die Vereinigung der Aktivitäten beider Unternehmen auf dem Gebiet Spezialschmierstoffe.
1998 baute Präg auf dem Elaskon-Gelände in Dresden-Heidenau für 20 Millionen DM eine neue Firmenzentrale und ein Großtanklager, das zu 75 % langfristig an den Erdölbevorratungsverband (EBV) vermietet wurde. 2001 fusionierten die Adolf Präg Mineralölhandelsgesellschaft und die Tankstellen Bau- und Betriebsgesellschaft mbH zur Präg Mineralöl GmbH mit Sitz in Heidenau. Präg hielt damals in Sachsen 19 SB-Tankstellen, sowie die zwei Beteiligungen an den Autobahntankstellen Auerswalde Nord (51 %) und Buckautal (55 %).
1999 schied die DEA aus dem Joint-Venture DEA Elaskon aus und zum Jahresende 2001 übernahm ein damals stattdessen eingetretener Teilhaber auch die von Präg gehaltenen 50 % des Unternehmens im Zuge eines Management-buy-out vollständig. Seither ist das Tankstellen- und Tanklagergeschäft von Präg auf Bayern beschränkt. Anfang 2001 wurde die Organisation der Präg-Muttergesellschaft und der sächsischen Tochtergesellschaften vereinigt und die 1980 gegründete Software-Tochter AM-Data GmbH verkauft. 2002 eröffnete Präg in Lindau (Bodensee) seine erste Autogas-Zapfstelle.
2003 erwarb Präg von der Shell & DEA Direct GmbH (SDD) in Hamburg das Endverbrauchergeschäft (250.000 m³ Heizöl und Dieselkraftstoff, 35.000 Kunden) für die Standorte Leipzig, Dresden und Weimar sowie 120 Straßentankstellen der Marken Agip, Shell und Pinoil (2003 gegründete Präg-Eigenmarke im Niedrigpreissektor für Standorte mit starkem Wettbewerb). Präg erzielte dadurch 2004 erstmals einen Jahresumsatz von über 500 Mio. Euro (inkl. Mineralölsteuer). Seit der Übernahme gehört die Unternehmensgruppe mit einem Absatz von rund 600.000 m³ zu den größten mittelständischen Mineralölhändlern in Deutschland. Die Marke DEA wurde vom Tankstellen-Markt genommen, viele davon auf Shell umgeflaggt.
2005 stieg Marc Deisenhofer, der Sohn von Gerd Deisenhofer ins Unternehmen ein und trat seine Nachfolge an.
Im Jahr 2006 stieg die Präg-Gruppe in den Handel mit Holzpellets ein. Im Juli 2009 wurde beim Busunternehmen Brandner in Thannhausen die 50. Autogaszapfstelle eröffnet. Seit 2011 verkauft Präg auch Strom und Erdgas.
2014 eröffnete Präg ein großes Pelletlager am Standort Augsburg.
2017 hat Präg seine erste E-Ladestation in Betrieb genommen.
2018 wurde ein neuer Geschäftsbereich gegründet, der PV-Anlagen und e-Ladelösungen anbietet. 2018 wurde die erste Pinoil-Tankstelle auf Pin umgeflaggt.
2018 gründeten die PRÄG Gesellschafter Gerd und Marc Deisenhofer auch das Schwesterunternehmen PRÄG Komfortbau. Es ist mit Klaus-Rüdiger Bischoff als Geschäftsführer an der Spitze im Immobilienmarkt tätig. Das Unternehmen richtet seinen Fokus auf den Bereich Wohnen mit Service, gleichzeitig plant, realisiert und vermarktet die PRÄG Komfortbau Wohn- und Gewerbeimmobilien.
Seit 2019 bietet Präg zertifizierte Energieeffizienz-Beratung für Industrie und Gewerbe an.

## Struktur
Die Muttergesellschaft der Unternehmensgruppe ist die Adolf Präg GmbH & Co. KG in Kempten. Sie betreibt selbst 46 Tankstellen unter den Marken Aral sowie die Bundesautobahntankstellen Köckern, Irschenberg und Buckautal sowie zwei Großtanklager in Augsburg-Lechhausen und Kempten. 

### Unternehmensleitung und Besitzverhältnisse
Gesellschafter der Adolf Präg GmbH & Co. KG sind Gerd Deisenhofer und Marc Deisenhofer. 
Persönlich haftende Gesellschafterin der GmbH & Co. KG ist die Adolf Präg Verwaltungs-GmbH.

### Tochtergesellschaften und Beteiligungen
- Die Präg Energie GmbH & Co. KG (100-%-Tochter; gegründet zum Jahresanfang 2004) bündelt die Aktivitäten im Bereich Heizöl und Kraftstoffe für Endverbraucher, Gewerbe und Industrie Bayern, Sachsen-Anhalt, Sachsen und Thüringen.
- Das Strom- und Gasgeschäft ist gebündelt unter der Präg Strom und Gas GmbH & Co. KG (80-%-Tochter der Adolf Präg GmbH & Co. KG und 20-%-Tochter der Präg Energie GmbH & Co. KG)
- Unter der Zwischenholding Präg Oil Holding GmbH (100-%-Tochter) vertreibt die Präg Interoil GmbH an 27 Tankstellen in Bayern, Baden-Württemberg und Sachsen die Eigenmarke PINOIL und PIN.
- Die Präg Mineralöl GmbH (100-%-Tochter; gegründet März 1990 in Taucha, heutiger Sitz Heidenau bei Dresden) betreibt 19 Aral-Tankstellen in Sachsen und Brandenburg. Sie hält einen Anteil von 51 % an der Bundesautobahn-Tankstelle BAT Auerswalde „Nord“ GmbH & Co. KG (an der A4 Dresden-Chemnitz).
- Die Elaskonwerk Dresden GmbH (100-%-Tochter) betreibt das 1998 erbaute dritte Großtanklager der Unternehmensgruppe in Heidenau mit einer Gesamtkapazität von 26 Mio. Liter Heizöl und Diesel. Sie hält einen Anteil von 55 % an der Bundesautobahn-Tankstelle BAT Buckautal GmbH & Co. KG (an der A2 in Richtung Hannover).
- Des Weiteren besteht eine Beteiligung von 62,2 % an der Augsburger Localbahn GmbH (AL).
- 2016 wurde die Öl-Huff Tankstellen GmbH, Wörrstadt, durch die Präg Oil Holding GmbH erworben (100-%-Tochter)[6].

## Sonstiges
Präg ist finanzieller Förderer der 2005 eröffneten Internationalen Schule Augsburg.